# Center Point (Alabama)
Pour les articles homonymes, voir Center Point.
Center Point est une ville du comté de Jefferson, en Alabama, aux États-Unis.
Center Point fait partie de l'agglomération de Birmingham.
C'est une ancienne census-designated place (CDP).

## Démographie
| 1970   | 1980   | 1990   | 2000   | 2010   |
| ------ | ------ | ------ | ------ | ------ |
| 15 675 | 23 317 | 22 658 | 22 784 | 16 921 |